# Ammanbudskapet
Ammanbudskapet (arabiska Risalat Amman) är ett internationellt dokument med syfte att fastställa islamska normer och att klargöra islams sanna natur och naturen hos sann islam. Ammanbudskapet initierades av kung Abdullah II av Jordanien den 9 november 2004 och under åren 2005—2006 anslöt sig 552 muslimska ledande religiösa auktoriteter, organisationer, lärosäten och världsliga ledare från 84 länder, till dokumentets mening, som därefter fått flera undertecknare. Nya undertecknare tillkommer via den officiella webbplatsen där ytterligare 4432 tillkommit (per 10 september 2009).
Dokumentets utgångspunkt är att bred enighet på ett problematiskt sätt saknas om vad islam är och därmed om vem som är muslim och vad som är islamiskt beteende. Budskapet är att muslimer har gjort felaktiga och extrema tolkningar av islamsk tro och att illegitima handlingar utförs i islams namn. I dokumentet presenteras, som motvikt till dessa feltolkningar, vad undertecknarna anser att traditionell islam är och alltid varit samt vilka gärningar som är representativa för islam. Vidare fördöms extremism, terrorism och dödandet av civila och istället betonas värden som medkänsla, ömsesidig respekt, tolerans och religiös frihet. 

## Tillkomst

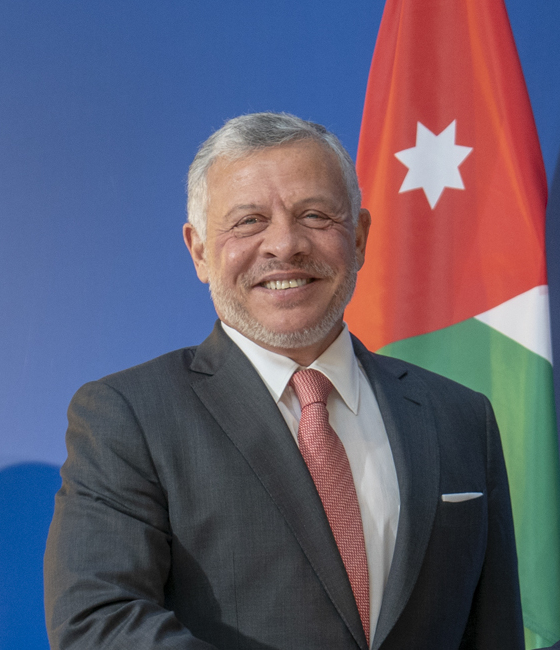
Kung Abdullah II av Jordanien.

Kung Abdullah II av Jordanien önskade få religiös sanktion för deklarationen. Då det inom islam inte finns någon central auktoritet som företräder alla muslimer måste konsensus sökas hos alla företrädare för olika undergrupper. Kontakt togs därför med 24 av de äldsta och mest respekterade religiösa lärda i världen, vilka representerade olika islamska inriktningar och skilda rättsskolor (madhhab). Tre frågor ställdes till dem:
1. Vem är en muslim?
2. Är det tillåtet att förklara någon avfälling (takfir)?
3. Vem har rätt att utfärda religiösa utlåtanden (fatawa)?

Baserat på de svar, som lämnades arrangerades en konferens i juli 2005 i Amman. Där deltog 200 ledande islamiska företrädare, s.k. lärde (ulama), från 50 länder. Konsensus uppnåddes för de tre grundläggande frågorna och svaren, Ammanbudskapets tre punkter, på dem.
Svaren antogs enhälligt vid Organization of the Islamic Conference toppmöte i Mekka i december 2005. Fram till juli 2006 hade även sex organisationer och kongresser för islamiska lärda antagit dessa svar. 
Undertecknarna av Ammanbudskapet menar att innehållet väsentligen inte är nytt utan endast ett förtydligande av de allmänna principerna hos traditionell, ortodox, moderat islam.

## Budskapet
Ammanbudskapets tre punkter:

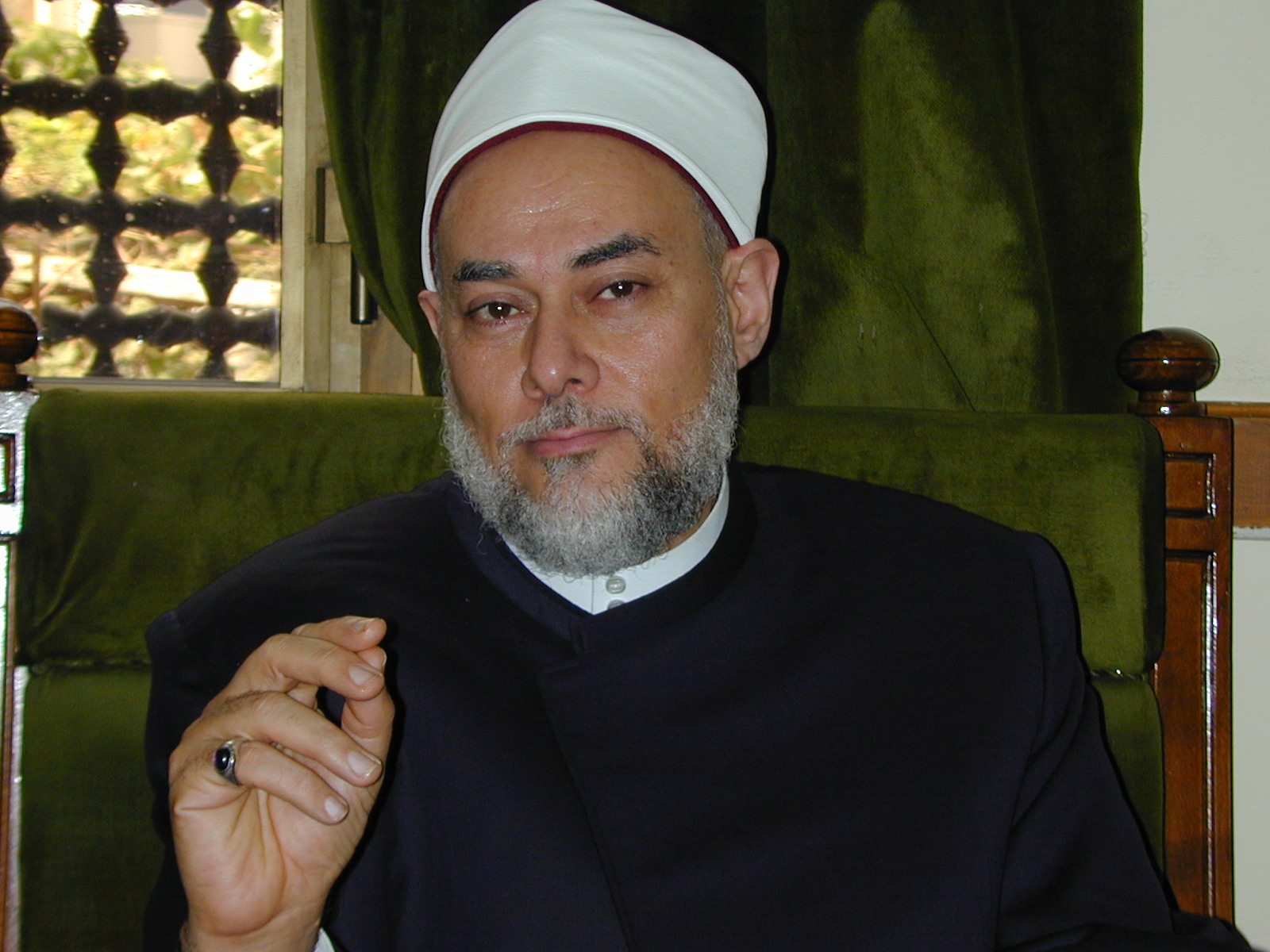
Ali Gomaa, stormufti av Egypten, är en av Ammanbudskapets många undertecknare.

1. Giltigheten hos alla åtta rättsskolor (madhhab) erkänns; fyra sunni (Hanafi, Maliki, Shafi'i och Hanbali), två shia (Ja'fari och Zaiddiyah), samt Ibadi och Thahiri.[1]
 Efterföljarna till dessa rättsskolor definieras som muslimer.
 Giltigheten av traditionell islamisk teologi (asharitiska skolan), av islamisk mystik (sufism), och av sann salafism erkänns.
2. Muslimer förbjuds att förklara andra muslimer som apostater (takfir)[2]
3. Baserat på rättsskolorna ställs subjektiva och objektiva villkor upp för utfärdandet av fatwor för att möjliggöra avslöjandet av okunniga och orättmätiga påbud i islams namn.

Till de tre punkterna lades en bekräftelse på tron på mänskliga rättigheter, religionsfrihet, den gyllene regeln, rättvisa, tolerans och ömsesidig respekt. Terrorism, extremism, radikalism, fanatism och våld mot civila fördömdes.

## Betydelsen enligt skaparna av budskapet
Enligt skaparna av Ammanbudskapet är detta ett historiskt, universellt och enhälligt religiöst och politiskt konsensus (ijma) för den islamiska världen (umma) och konsoliderar traditionell, ortodox islam. Betydelsen är att:

1. för första gången på över tusen år har den islamiska världen formellt och specifikt kommit till ett pluralistiskt, ömsesidigt erkännande,
2. detta erkännande är religiöst bindande för muslimer,
3. det adresserar ett av de mest kritiska problemen för muslimer idag, nämligen avsaknad av enighet om vad islam är och därför om vem som är muslim och vad som är islamiskt.

Det framhålls att Ammanbudskapet inte bara är fördelaktigt för muslimer, då det möjliggör en grund för enighet, utan även för icke-muslimer. Skyddet av rättsskolorna garanterar avvägda islamiska lösningar för frågor som mänskliga rättigheter, kvinnors rättigheter, religionsfrihet, laglig jihad, god medborgaranda hos muslimer i icke-muslimska länder samt rättvisa och demokratiska styrelsesätt. Det blottlägger illegitima åsikter hos radikala fundamentalister och terrorister till skillnad från åsikterna hos sann islam. Illegimiteten hos de fatwor som extremister använder för att rättfärdiga terrorism avslöjas, då de undantagslöst går emot traditionell islamisk religiös lag (sharia) och går emot islams grundprinciper. Extremisters bruk av takfir för att rättfärdiga våld mot muslimer med för dem avvikande åsikter omöjliggörs.

## Undertecknare

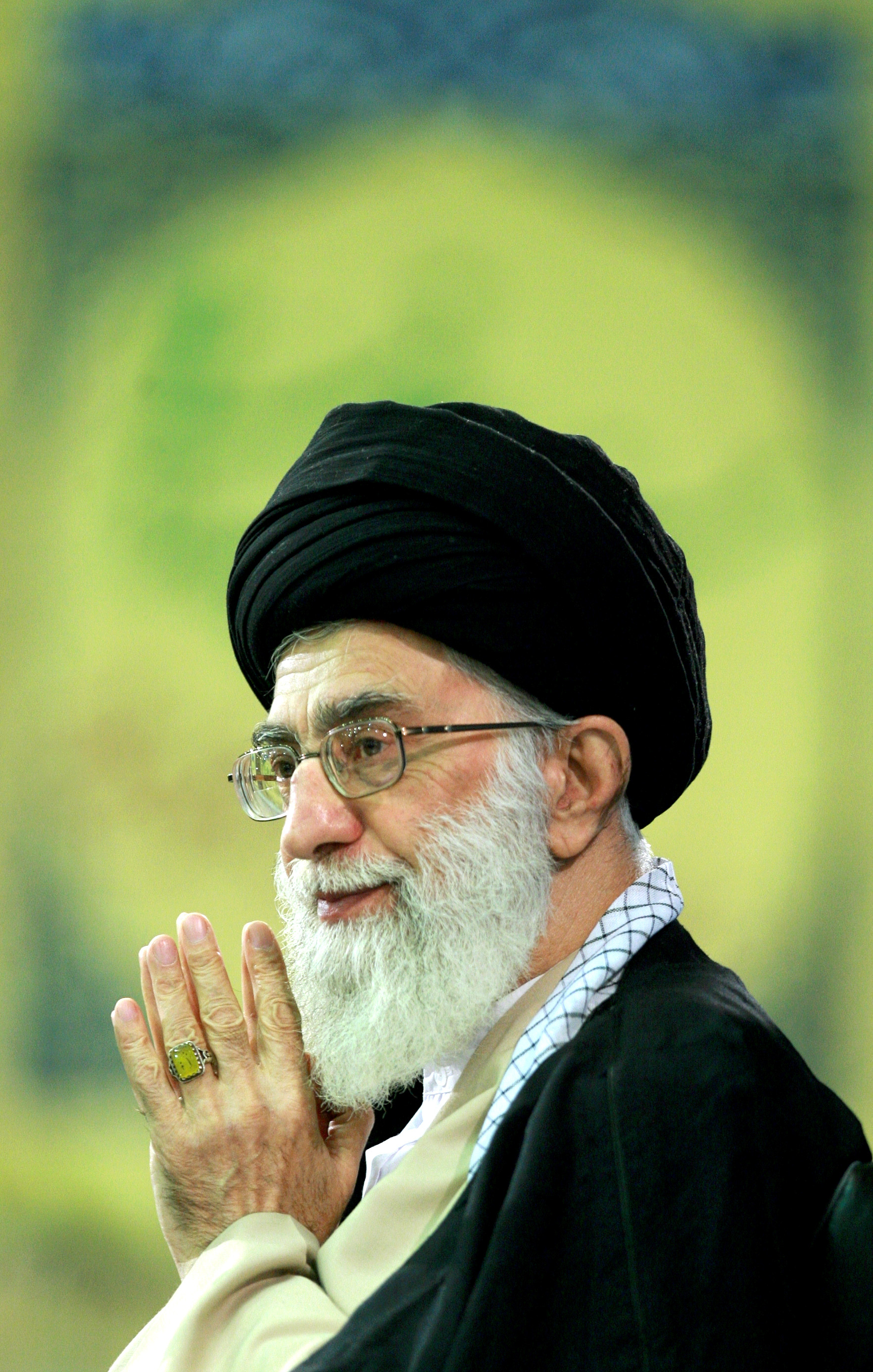
Irans högste ledare Ali Khamenei är en av Ammanbudskapets shiamuslimska undertecknare.

För de ursprungliga 552 stycken undertecknarna, se lista på den officiella webbplatsen. Till dessa läggs ytterligare undertecknare till via den officiella webbplatsen och sedan den 1 mars 2007 har 4410 personer antagit budskapet (per den 6 september 2009).

### Svenska undertecknare (i urval)
- Mahmoud Khalfi Driri (en av de 552 ursprungliga undertecknarna)
- Abd al Haqq Kielan, men har senare frånträtt sitt undertecknande[4]
- Mohamed Omar, år 2007, men har senare frånträtt sitt undertecknande[4]
- Svenska Muslimer för Fred och Rättvisa (SMFR), år 2010[5]